# Sarmatia lysippusalis
Sarmatia lysippusalis là một loài bướm đêm trong họ Erebidae.